# Kumulus
Kumulusi (cu; iz latinske besede cumulus - kup) so nizki oblaki vertikalnega razvoja. So ločeni, navadni gosti oblaki, ki se vertikalno razvijejo v obliki kop in kupol, katerih vrhnja površina je podobna cvetači. Osvetljeni so bleščeče beli. Največkrat zrastejo zelo visoko. Deli oblaka, ki jih ožarja sonce, so bleščeče beli, medtem ko je spodnji rob oblaka vodoraven in zelo temen, ker je v senci.

## Nastanek kumulusa
Ti oblaki nastajajo zaradi vzponskih zračnih tokov in zato kažejo navpično dviganje zraka. Pojavljajo se navadno okrog 10. ure dopoldne in če ni dovolj vlage v ozračju, izginevajo v popoldanskih urah. V takih primerih govorimo o kumulusih lepega vremena. Če pa je ozračje dovolj nasičeno z vlago, se iz kumulusov razrastejo oblaki, ki jih imenujemo kumulus congestuse, iz njih pa se v ugodnih pogojih ozračja razrastejo v višje plasti kumulonimbusi.

## Galerija
- Kumulusni oblaki nad ruševinami v Mehiki.
- Luna nad kumulusnimi oblaki.
- Kumulusni oblak nad poljem